# チャールトン・ヘストン
チャールトン・ヘストン（Charlton Heston, 1923年10月4日 - 2008年4月5日）は、アメリカ合衆国・イリノイ州エヴァンストン出身の俳優、社会運動家。身長191センチメートル。妻は女優のリディア・クラーク、長男は映画監督のフレイザー・ヘストン。

## 略歴
イリノイ州の中心部シカゴの北に隣接するエヴァンストンに生まれる。出生名はジョン・チャールズ・カーター（John Charles Carter）。12歳の時に両親が離婚。母（旧姓チャールトン）が再婚し、義父の姓のヘストンを貰ってチャールトン・ヘストンと名乗るようになる。高校時代に学生劇に出演して演劇に興味を抱き、奨学金を得て、ノースウェスタン大学に進学し演劇部で活躍。1944年には大学で知り合った演劇仲間の女学生リディア・クラークと結婚。自身が亡くなるまで64年間連れ添った。第二次世界大戦中に卒業後、アメリカ陸軍に入隊し、B-25の無線士としてアリューシャン列島地域で3年間勤務。
退役後、俳優の道を目指し、1947年、ブロードウェイ・デビュー。1950年に最初の映画『虐殺の街』に出演、セシル・B・デミル監督に『ミケランジェロの彫刻のように美しい』と称された肉体美と精悍なマスク、格調高い演技力でいくつもの名作に出演し、2年後に『地上最大のショウ』に出演、1956年「十戒（モーゼ役）」、1959年には映画『ベン・ハー』でアカデミー主演男優賞を獲得した。ハリウッド黄金期後期を支え、日本人にも馴染み深い大作やSF映画の主演も務めた。1966年から1971年までは、俳優組合の会長をつとめた。
演じる役柄、出演作も幅広かったことで知られ、とくに当たり役となった歴史劇『十戒』や『ベン・ハー』、『エル・シド』、『華麗なる激情』等では歴史上の英雄を、『大地震』、『ハイジャック』等に代表されるパニック・アクションのタフガイな主人公をそれぞれ演じ分けた他、更には『猿の惑星』や『ソイレント・グリーン』『地球最後の男オメガマン』などの娯楽作、異色作にも登場しイメージを一新した。
1971年『アントニーとクレオパトラ』では、脚本と監督も手掛けてその多彩な才能を披露。
1977年にはその功績からジーン・ハーショルト友愛賞を授与されている。
1990年代も個性的な名脇役として親しまれ晩年まで出演を続けた。『PLANET OF THE APES/猿の惑星』（2001年）ではゼイウス（猿側の将軍セードの父）役でカメオ出演した。
『MY FATHER』（2003年）ではアルツハイマーに苦しみながらも、「死の天使」と恐れられたヨーゼフ・メンゲレを圧倒的な存在感で演じた。
私生活は大変堅実で、ハリウッドスターとしては大変珍しく離婚歴はなく、20歳の時に結婚したリディア夫人と自身が亡くなるまで64年間連れ添った。2008年4月5日夜半過ぎ、ビバリーヒルズの自宅にて夫人に看取られ84歳で死去。アメリカのメディアはトップニュースでヘストンの死去を報じた。

## 政治運動

### 公民権運動

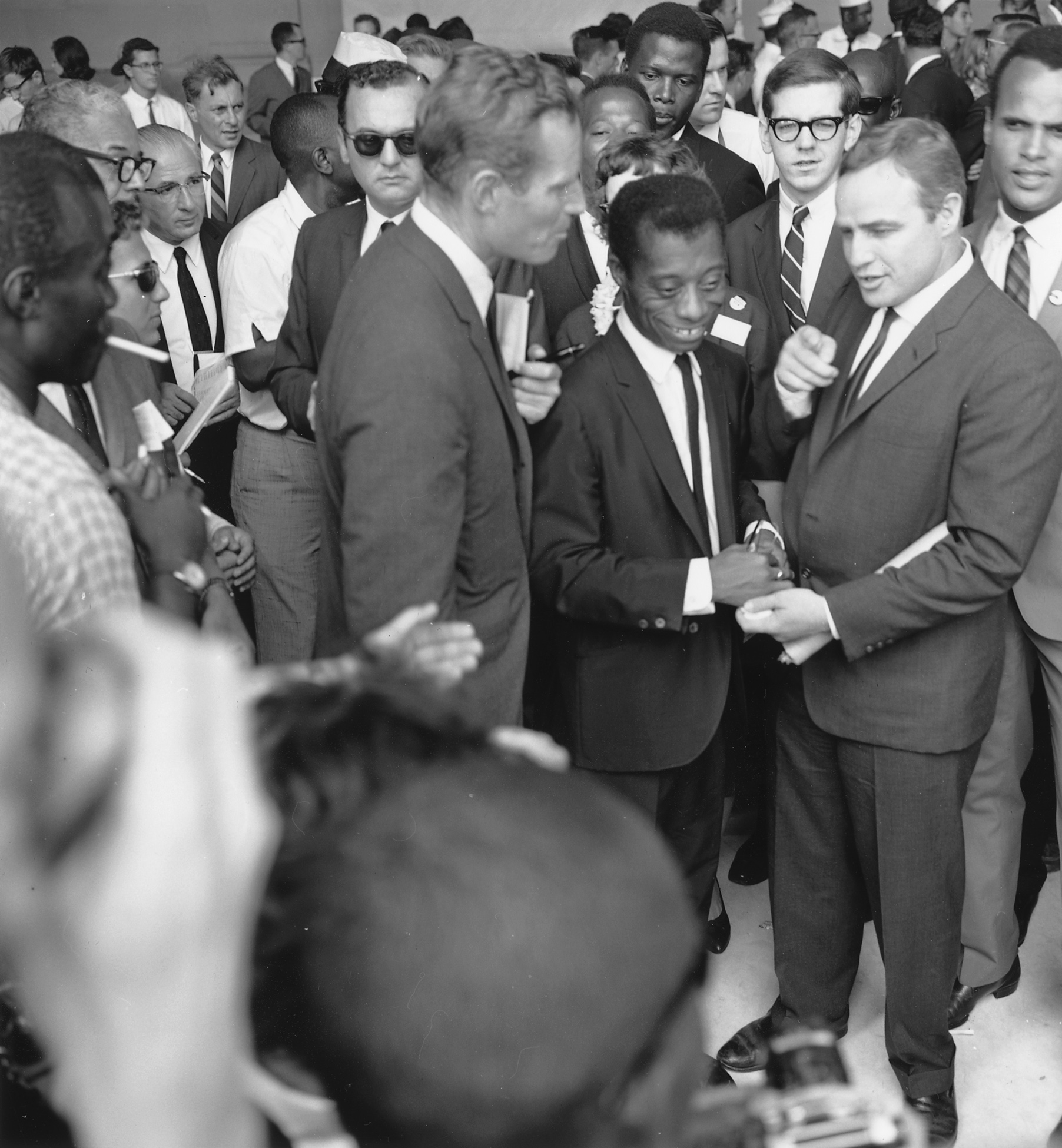
ワシントン大行進で、作家ジェイムス・ボールドウィン、俳優ハリー・ベラフォンテやマーロン・ブランドとともに

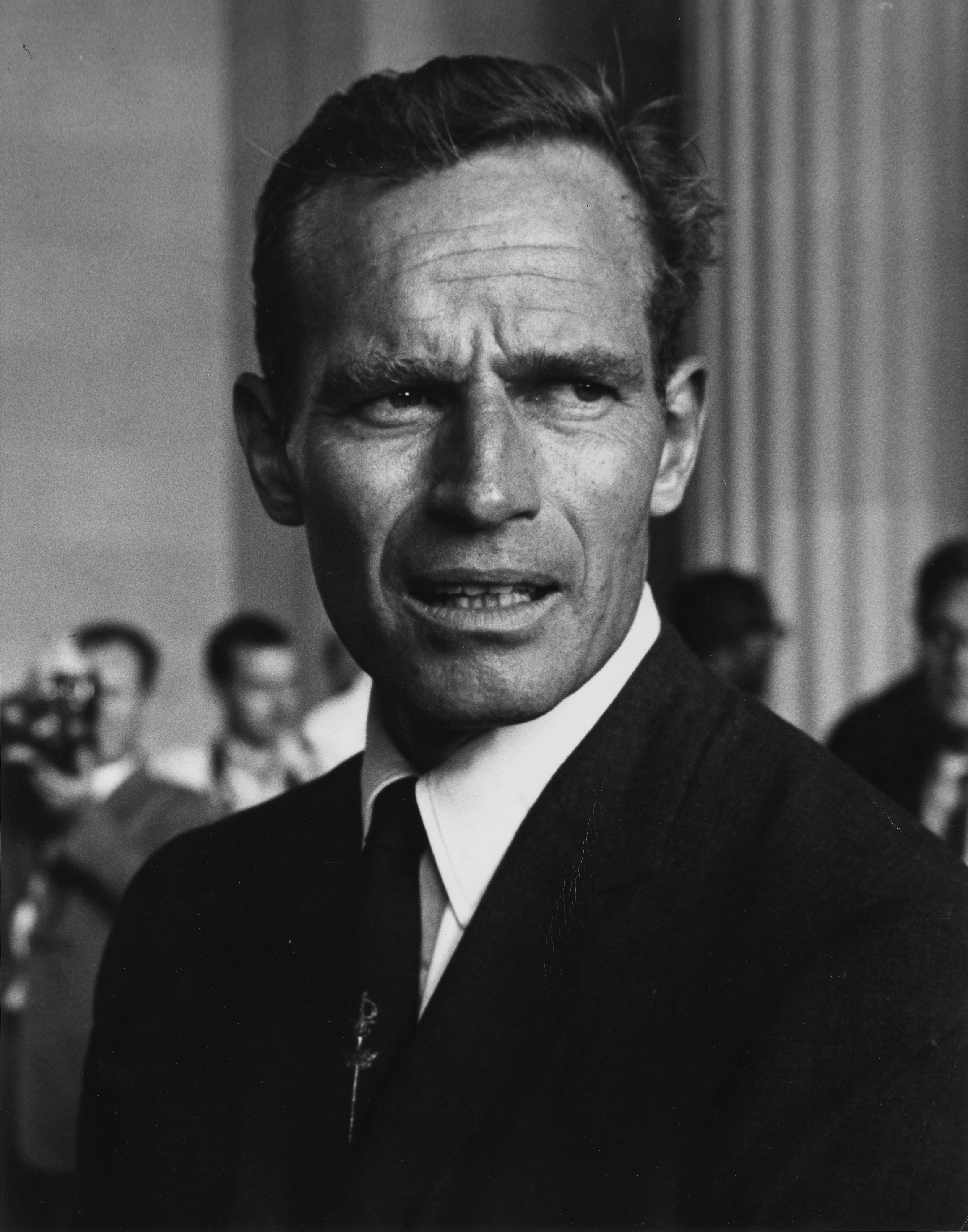
1963年ワシントン大行進にて

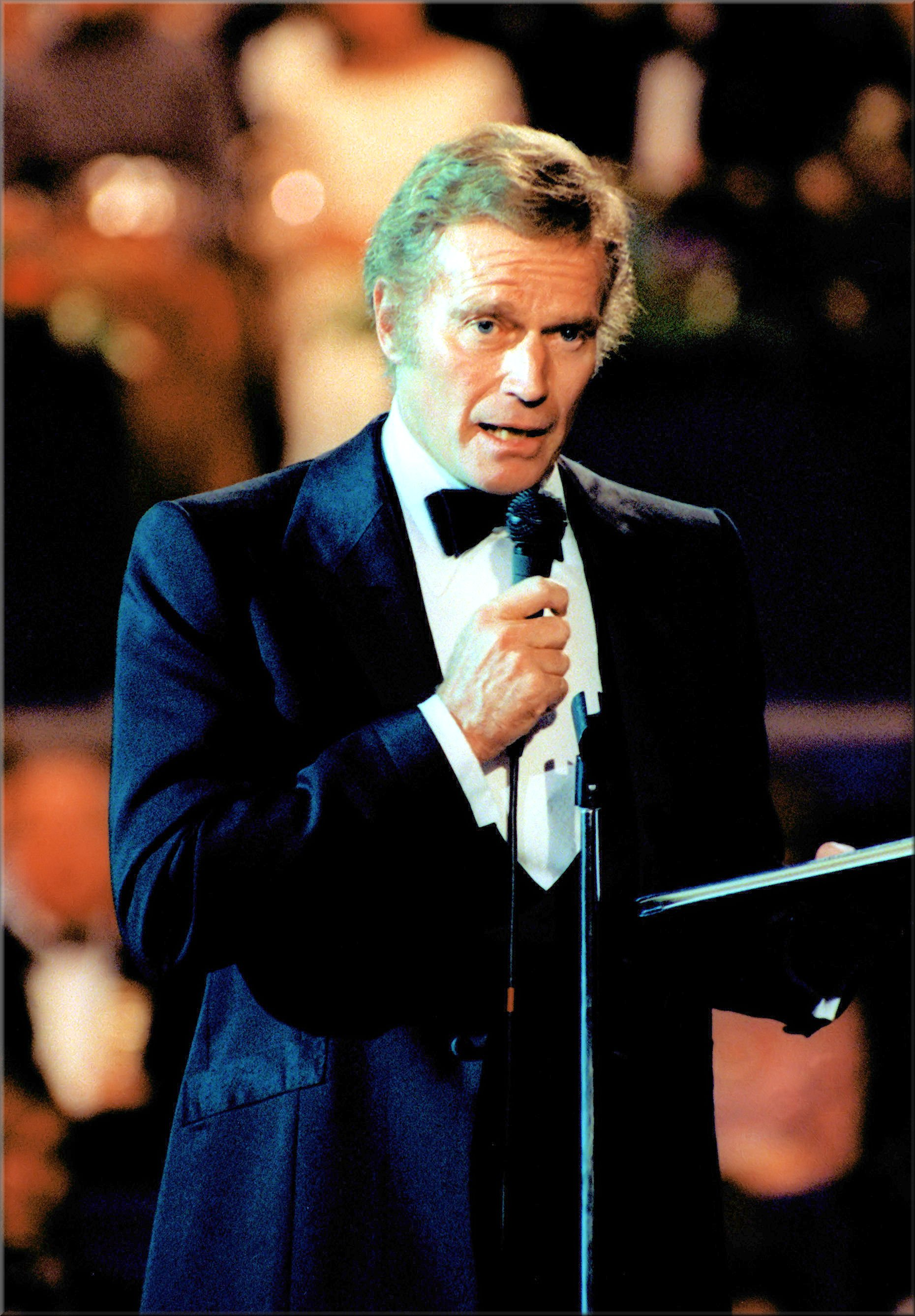
1981年

下記のように晩年は保守派層の代表として見られることになるが、アメリカ国内においては1964年7月2日に公民権法（Civil Rights Act）が制定されるまでは法の上での人種差別が認められており、実際に出身地のイリノイ州南部を含むアメリカ南部を中心に人種差別が激しかった1950年代から1970年代に、人種差別反対の姿勢を公にして公民権運動の旗振り役の1人として活動した。
その活動の著名な例として、1963年8月にマーティン・ルーサー・キング牧師やハリー・ベラフォンテ、マーロン・ブランドやサミー・デイヴィス・ジュニアらと共にワシントン大行進に参加した。
その後、共和党選出の保守派議員であるバリー・ゴールドウォーターへの共感から保守主義に傾倒していくものの、一貫して人種差別に対しては反対の立場を取り、自らの影響力をフルに使いアメリカにおける公民権法の実現と人種差別の解消にその生涯を通じて情熱を注いだ。なおこれらの活動を通じて、ジェシー・ヘルムズやトム・ディレイなどの大物政治家とも親交を持った。

### 全米ライフル協会

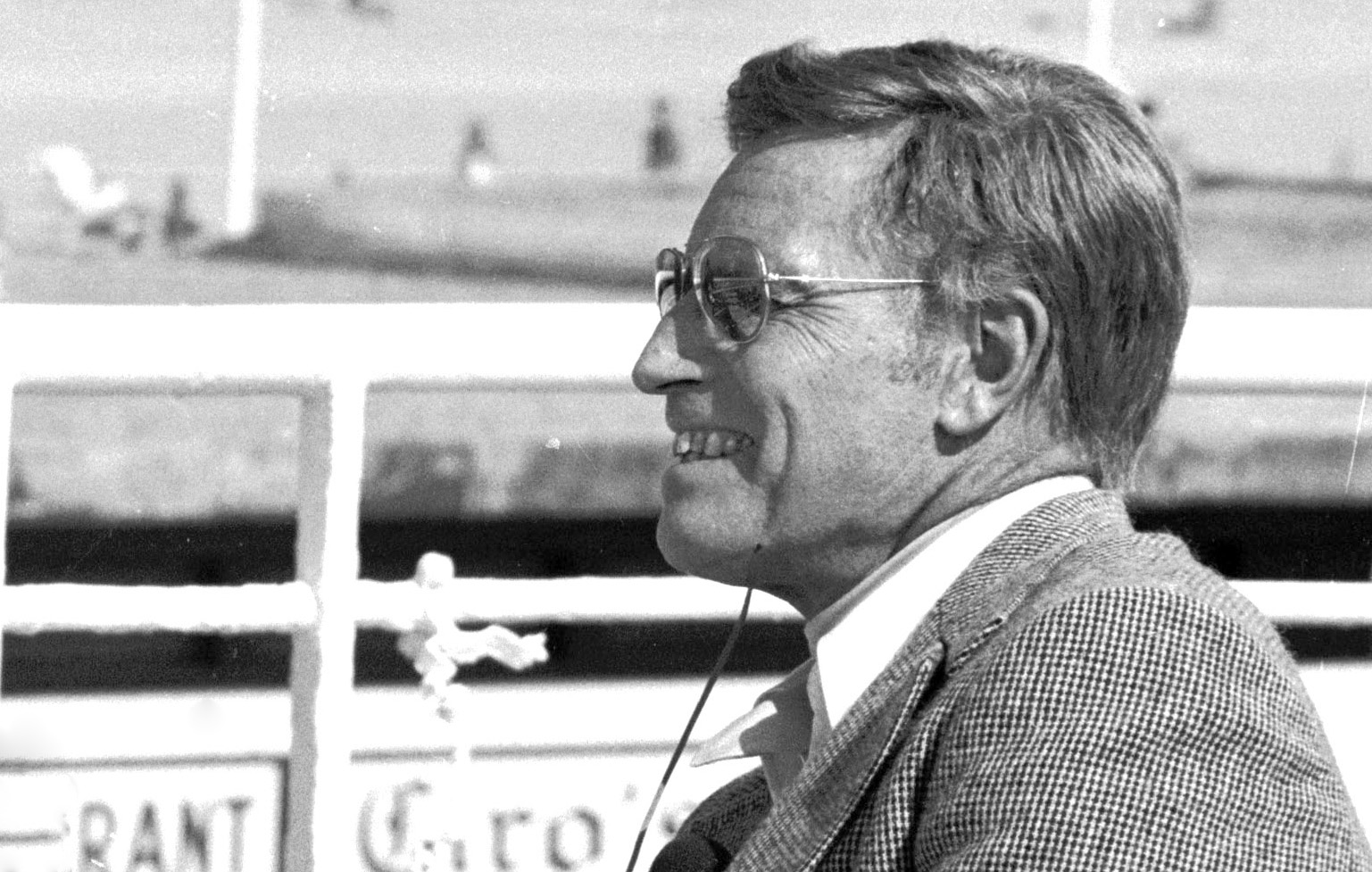
チャールトン・ヘストン（1982年）

銃の所有者が多いイリノイ州南部の出身ということもある上、「武装する権利の擁護」の観点から全米ライフル協会（NRA）の一員であり、1997年に同会の評議員に当選し、翌1998年には同会の会長に就任した。
同会の会長は本来2期（1期1年）までだったが、規約が改正され2003年まで5期つとめ、2000年アメリカ合衆国大統領選挙におけるジョージ・W・ブッシュ当選、2002年における共和党の中間選挙勝利に貢献し、減少を続けていた会員数も500万人近くにまで増大させた。そのため一時は大きな争点となっていた銃規制論議は、2008年アメリカ合衆国大統領選挙においてはほとんど聞かれず、本来は規制推進論者であるバラク・オバマやヒラリー・クリントンは争点化させていない。
2002年にドキュメンタリー映画『ボウリング・フォー・コロンバイン』 において、全米ライフル協会の会員でもある監督のマイケル・ムーアからインタビューを受け、コロンバイン高校銃乱射事件直後のコロラド州デンバーでの全米ライフル協会会議について質問された。ムーアは自身が全米ライフル協会の会員であることを述べインタビューを始めたが、たびたび繰り返される惨劇と銃所持の関係や、事件直後というタイミングでの会議開催などについて見解を問われると、ヘストンは回答を避け、部屋から退散した。
2003年8月に自分がアルツハイマー病であることを公表し、全米ライフル協会会長を辞任した。

## 主な出演作品

### 映画
| 公開年 | 邦題 原題                                                          | 役名                                 | 備考                  | 日本語吹替 |
| ------ | ------------------------------------------------------------------ | ------------------------------------ | --------------------- | --- |
| 1950年 | 虐殺の街 Dark City                                                 | ダニー                               |                       | 広川太一郎（東京12チャンネル版）                                                                                    |
| 1952年 | 地上最大のショウ The Greatest Show on Earth                        | ブラッド・ブレイデン                 |                       | 納谷悟朗（東京12チャンネル版、TBS版） 相沢正輝（PDDVD版）                                                           |
| 1952年 | 燃える幌馬車 The Savage                                            | ジム                                 |                       | 納谷悟朗(フジテレビ版)                                                                                              |
| 1952年 | ルビイ Ruby Gentry                                                 | ボーク・タックマン                   |                       | 納谷悟朗(NET版) |
| 1953年 | 真紅の女 The President's Lady                                      | アンドリュー・ジャクソン大統領       |                       | 納谷悟朗 |
| 1953年 | ミズーリ大平原 Pony Express                                        | バッファロー・ビル                   |                       | |
| 1953年 | アロウヘッド Arrowhead                                             | エド                                 |                       | 納谷悟朗（東京12チャンネル版）                                                                                      |
| 1954年 | 黒い絨毯 The Naked Jungle                                          | クリストファー ・レニンジェン        |                       | 納谷悟朗（東京12チャンネル版） 磯部勉（日本テレビ版）                                                               |
| 1954年 | インカ王国の秘宝 Secret of the Incas                               | ハリー・スティール                   |                       | 大塚周夫（東京12チャンネル版）                                                                                      |
| 1955年 | 遥かなる地平線 The Far Horizons                                    | ウィリアム・クラーク                 |                       | 矢島正明(日本テレビ版)                                                                                              |
| 1955年 | ベンソン少佐の個人的な戦争 The Private War of Major Benson         | ベルナルド・ベンソン少佐             |                       | |
| 1955年 | テキサスの白いバラ Lucy Gallant                                    | ケイシー・コール                     |                       | 納谷悟朗（日本テレビ版）                                                                                            |
| 1956年 | 十戒 The Ten Commandments                                          | モーセ                               |                       | 納谷悟朗（フジテレビ版、機内上映版） 磯部勉（テレビ朝日版）                                                         |
| 1956年 | 三人のあらくれ者 Three Violent People                              | コルト・サンダース                   |                       | 金内吉男（東京12チャンネル版）                                                                                      |
| 1958年 | 黒い罠 Touch of Evil                                               | マイク・ヴァーガス警部               |                       | 納谷悟朗（NETテレビ版）                                                                                             |
| 1958年 | 大いなる西部 The Big Country                                       | 牧童頭スティーヴ                     |                       | 納谷悟朗（NETテレビ旧版、NETテレビ新版）                                                                            |
| 1958年 | 大海賊 The Buccaneer                                               | アンドリュー・ジャクソン             |                       | 大塚周夫(NHK版) |
| 1959年 | メリー・ディア号の難破 The Wreck of the Mary Deare                 | ジョン・サンズ                       |                       | 森川公也（NETテレビ版1） 納谷悟朗（NETテレビ版2）                                                                   |
| 1959年 | ベン・ハー Ben-Hur                                                 | ジュダ＝ベン・ハー                   |                       | 納谷悟朗（フジテレビ版、テレビ朝日版） 石田太郎（日本テレビ旧版） 玄田哲章（日本テレビ新版） 磯部勉（テレビ東京版） |
| 1961年 | エル・シド El Cid                                                  | エル・シド                           |                       | 納谷悟朗（フジテレビ版、テレビ東京版）                                                                              |
| 1962年 | ローマを占領した鳩 The Pigeon That Took Rome                       | ポール・マクドゥーガル               |                       | 納谷悟朗(フジテレビ版)                                                                                              |
| 1962年 | ダイアモンド・ヘッド Diamond Head                                  | リチャード・ハウランド               |                       | 久松保夫（TBS版）                                                                                                   |
| 1963年 | 北京の55日 55 Days at Peking                                       | マット・ルイス                       |                       | 納谷悟朗（テレビ朝日版）                                                                                            |
| 1965年 | 偉大な生涯の物語 The Greatest Story Ever Told                      | 洗礼者ヨハネ                         |                       | 納谷悟朗（NETテレビ版）                                                                                             |
| 1965年 | ダンディー少佐 Major Dundee                                        | エイモス・チャールズ・ダンディー少佐 |                       | 納谷悟朗（TBS版、フジテレビ版） 小山力也（ソフト版）                                                                |
| 1965年 | 華麗なる激情 The Agony and the Ecstasy                             | ミケランジェロ                       |                       | 小林昭二（TBS版）                                                                                                   |
| 1965年 | 大将軍 The War Lord                                                | クリサゴン                           |                       | 納谷悟朗（？版） 小林昭二（TBS版）                                                                                  |
| 1966年 | カーツーム Khartoum                                                | チャールズ・ゴードン                 |                       | 納谷悟朗（NETテレビ版）                                                                                             |
| 1967年 | 誇り高き戦場 Counterpoint                                          | ライオネル・エヴァンス               |                       | 納谷悟朗（TBS版1、フジテレビ版、TBS版2）                                                                            |
| 1968年 | 猿の惑星 Planet of the Apes                                        | ジョージ・テイラー                   |                       | 納谷悟朗（ソフト版、TBS版、フジテレビ版）                                                                           |
| 1968年 | ウィル・ペニー Will Penny                                          | ウィル・ペニー                       |                       | 納谷悟朗（日本テレビ版）                                                                                            |
| 1969年 | ナンバーワン物語 Number One                                        | ロン・カトラン                       |                       | 納谷悟朗(TBS版) |
| 1970年 | 続・猿の惑星 Beneath the Planet of the Apes                        | ジョージ・テイラー                   |                       | 納谷悟朗（TBS版、LD版）                                                                                             |
| 1970年 | ジュリアス・シーザー Julius Caesar                                 | マルクス・アントニウス               |                       | 石田太郎（日本テレビ版）                                                                                            |
| 1970年 | 大洋のかなたに The Hawaiians                                       | ウィップ・ホックスワース             |                       | 納谷悟朗（TBS版）                                                                                                   |
| 1971年 | 地球最後の男オメガマン The Omega Man                               | ロバート・ネヴィル                   |                       | 納谷悟朗（テレビ朝日版）                                                                                            |
| 1972年 | アントニーとクレオパトラ Antony and Cleopatra                      | マルクス・アントニウス               | 監督・脚本・出演      | 小林清志 |
| 1972年 | ハイジャック Skyjacked                                             | ヘンリー・オハラ                     |                       | 納谷悟朗（フジテレビ版）                                                                                            |
| 1972年 | 野性の叫び The Call of the Wild                                    | ジョン・ソーントン                   |                       | 納谷悟朗（日本テレビ版）                                                                                            |
| 1973年 | ソイレント・グリーン Soylent Green                                 | ロバート・ソーン                     |                       | 納谷悟朗（フジテレビ版）                                                                                            |
| 1973年 | 三銃士 The Three Musketeers                                        | リシュリュー枢機卿                   |                       | 納谷悟朗（テレビ朝日版）                                                                                            |
| 1974年 | エアポート'75 Airport 1975                                         | アラン・マードック                   |                       | 納谷悟朗（フジテレビ版） 関智一（BD追加収録部分）                                                                   |
| 1974年 | 四銃士 The Four Musketeers                                         | リシュリュー枢機卿                   |                       | 納谷悟朗（テレビ朝日版）                                                                                            |
| 1974年 | 大地震 Earthquake                                                  | スチュアート・グラフ                 |                       | 納谷悟朗（TBS版、テレビ朝日版）                                                                                     |
| 1976年 | 大いなる決闘 The Last Hard Man                                     | サム・バーゲード                     |                       | 納谷悟朗（フジテレビ版）                                                                                            |
| 1976年 | ミッドウェイ Midway                                                | マット・ガース大佐                   |                       | 納谷悟朗（TBS版、日本テレビ版、テレビ朝日版）                                                                       |
| 1976年 | パニック・イン・スタジアム Two-Minute Warning                      | ピーター・ホリー警部                 |                       | 納谷悟朗（日本テレビ版） 柴田秀勝（テレビ東京版） 佐々木功（テレビ朝日版）                                          |
| 1977年 | 王子と乞食 Crossed Swords                                          | ヘンリー8世                          |                       | 納谷悟朗（テレビ朝日版）                                                                                            |
| 1978年 | 原子力潜水艦浮上せず Gray Lady Down                                | ポール・ブランチャード艦長           |                       | 納谷悟朗（テレビ朝日版）                                                                                            |
| 1980年 | ワイオミング The Moutain Men                                       | ビル・タイラー                       |                       | 納谷悟朗（テレビ朝日版）                                                                                            |
| 1980年 | ピラミッド The Awakening                                           | マシュー・コーベック                 |                       | 納谷悟朗 |
| 1982年 | 大金塊 Mother Lode                                                 | サイラス・マクギー                   | 監督・出演            | |
| 1984年 | ナイロビ Nairobi Affair                                            | リー・ケイヒル                       | テレビ映画            | |
| 1987年 | プラウドマン Proud Men                                             | チャーリー・マクリードSr             | テレビ映画            | |
| 1988年 | わが命つきるとも A Man for All Seasons                             | トマス・モア                         | テレビ映画 監督・出演 | 納谷悟朗(NHK版) |
| 1989年 | キング・マフィア/偽りの報酬 Original Sin                           | ルイス・マンチーニ                   | テレビ映画            | 納谷悟朗(テレビ東京版)                                                                                              |
| 1990年 | デビルズ・パイレーツ Treasure Island                               | ロング・ジョン・シルヴァー           | テレビ映画            | |
| 1990年 | クライシス2050 Solar Crisis                                        | スキート・ケルソ（海軍提督）         |                       | 鈴木瑞穂（劇場公開版） 納谷悟朗（日本テレビ版）                                                                     |
| 1990年 | リトル・キッドナッパー/赤ちゃんの贈り物 The Little Kidnappers      | ジェームズ・マッケンジー             | テレビ映画            | 納谷悟朗(ソフト版)                                                                                                  |
| 1990年 | Mr.エンジェル/神様の賭け Almost an Angel                           | 神                                   | クレジットなし        | |
| 1992年 | レスキューズ/緊急着陸UA232 Crash Landing: The Rescue of Flight 232 | アル・ハインズ機長                   | テレビ映画            | |
| 1993年 | ウェインズ・ワールド2 Wayne's World 2                              | Good Actor                           |                       | 筈見純 |
| 1993年 | トゥームストーン Tombstone                                         | ヘンリー・フッカー                   |                       | 糸博 |
| 1994年 | トゥルーライズ True Lies                                           | スペンサー・トリルビー               |                       | 納谷悟朗（ソフト版、フジテレビ版）                                                                                  |
| 1994年 | マウス・オブ・マッドネス In the Mouth of Madness                   | ジャクソン・ハーグロウ               |                       | 納谷悟朗 |
| 1995年 | 沈黙の大地 The Avenging Angel                                      | ブリガム・ヤング                     | テレビ映画            | |
| 1996年 | アラスカ/小さな冒険者たち Alaska                                   | ペリー                               |                       | 納谷悟朗(ソフト版)                                                                                                  |
| 1996年 | ハムレット Hamlet                                                  | 劇中劇の王                           |                       | |
| 1997年 | ヘラクレス Hercules                                                | -                                    | ナレーションのみ      | 森繁久彌 |
| 1998年 | アルマゲドン Armageddon                                            | -                                    | 冒頭ナレーション      | 不明（ソフト版） 坂口芳貞（フジテレビ版） 中田譲治（日本テレビ） 大塚明夫（テレビ朝日版）                           |
| 1999年 | エニイ・ギブン・サンデー Any Given Sunday                          | コミッショナー                       |                       | 有本欽隆（ソフト版） 納谷悟朗（日本テレビ版）                                                                       |
| 2001年 | フォルテ Town & Country                                            | ユージニーの父                       |                       | 納谷悟朗 |
| 2001年 | キャッツ & ドッグス Cats & Dogs                                    | マスティフ                           | 声の出演              | 大平透 |
| 2001年 | PLANET OF THE APES/猿の惑星 Planet of the Apes                     | ゼイウス（セード将軍の父）           |                       | 佐々木敏（ソフト版） 岡部政明（日本テレビ版） 藤本譲（機内上映版）                                                  |
| 2001年 | ファイナル・レジェンド 呪われたソロモン The Order                  | ウォルター・フィンリー教授           |                       | 納谷悟朗 |
| 2002年 | ボウリング・フォー・コロンバイン Bowling for Columbine             | -                                    | ドキュメンタリー      | 小林清志（ソフト版） 納谷悟朗（テレビ東京版）                                                                       |
| 2003年 | MY FATHER マイ・ファーザー My Father, Rua Alguem 5555              | 父親                                 |                       | |

### テレビシリーズ
| 放映年          | 邦題 原題            | 役名                 | 備考         | 吹き替え |
| --------------- | -------------------- | -------------------- | ------------ | -------- |
| 1983年          | 警察署長 Chiefs      | ヒュー・ホームズ     | ミニシリーズ | 小林昭二 |
| 1985年          | ダイナスティ Dynasty | ジェイソン・コルビー | 3エピソード  |          |
| 1985年 - 1987年 | The Colbys           | ジェイソン・コルビー | 49エピソード |          |
| 1998年          | フレンズ Friends     | ゲスト               | 1エピソード  | 納谷悟朗 |